# Clarke Roycroft
Clarke James Roycroft (ur. 15 marca 1950) – australijski jeździec sportowy, olimpijczyk.
Reprezentował Australię na Letnich Igrzyskach Olimpijskich 1972, które odbyły się w Monachium.